# Plebejus philonomus
Plebejus philonomus är en fjärilsart som beskrevs av Johann Andreas Benignus Bergsträsser 1779. Plebejus philonomus ingår i släktet Plebejus och familjen juvelvingar. Inga underarter finns listade i Catalogue of Life.